# Pseudeupalamus nigrolineatus
Pseudeupalamus nigrolineatus là một loài tò vò trong họ Ichneumonidae.